# Новгородський район
Новгородський район (рос. Новгородский район) — муніципальне утворення у складі Новгородської області Росії. Адміністративний центр знаходиться в місті Великий Новгород, який не входить до його складу. Друга за чисельністю населення адміністративно-територіальна одиниця в Новгородській області.

## Географія
Площа 4 596,6 км (сільськогосподарські угіддя — 1110 км², ліси — 2642 км²).
На заході район межує з Батецьким та Шимським районами, на сході — з Маловішерським та Крестецьким районами, на півночі Новгородський район межує з Чудовським районом, на півдні — з Старорусським та Парфінським районами, а на північному заході з Ленінградською областю: на захід з Лузьким і на північ c Тосненським районами.
Основні річки — Волхов, Вішера, Мста, Пітьба, Керестей, Полисть, Веронда, Відогощь, Ніша, Веряжа, Прость.
На півдні району розташоване озеро Ільмень.

### Охорона природи
На території Новгородського району створено державний природний заказник «Новгородський» зоологічного профілю, загальною площею 5,9 тис. га. Під охороною перебувають малозмінені природні ландшафти і екосистеми. На межі Новгородського, Крестецького і Парфінського районів державний природний заказник «Східноільменський» комплексного, зоологічного профілю, загальною площею 9,5 тис. га. Під охороною перебуває первинні й видозмінені широколистяні ліси, високобонітетні осинники, нижня частина берегової тераси озера Ільмень.
У 2000-х роках на території колишнього мисливського заказника, з метою збереження і відтворення чисельності окремих видів диких тварин та середовища їх проживання, на площі 5,88 тис. га було створено Новгородський державний біологічний природний заказник під контролем Комітету мисливського і рибного господарства Новгородської області. 2008 року Новгородською обласною думою з нього було знято охоронний статус.
На території Новгородського району створено 10 пам'яток природи загальною площею 3 тис. га, з яких 8 комплексного, 2 геологічного (геоморфологічного), 6 біологічного (ботанічного), 1 ландшафтного і 1 гідрологічного профілю.
| №  | Назва                | Тип                         | Площа (га) | Розташування                    | Створення                                      | Дата                   | Характеристика | Фото |
| -- | -------------------- | --------------------------- | ---------- | ------------------------------- | ---------------------------------------------- | ---------------------- | --- | ---- |
| 1  | Бронницькі діброви   | комплексна, ландшафтна      | 552        | Бронницьке сільське поселення   | Постанова Уряду Новгородської області № 126    | 7 квітня 2020 року     | Лісовий масив з широколистяними породами дерев (дуб звичайний) і типовими для них рослинними угрупованнями. Типові для дібров ґрунти.          |      |
| 2  | Бронницька гора      | геологічна, геоморфологічна | 4          | Бронницьке сільське поселення   | Постанова Новгородської обласної думи № 409-ОД | 27 липня 1996 року     | Льодовикова форма рельєфу. Історико-культурний ландшафт.                                                                                       |      |
| 3  | Борківські діброви   | комплексна, ботанічна       | 449,4      | Борківське сільське поселення   | Постанова Уряду Новгородської області № 127    | 7 квітня 2020 року     | Лісовий масив з широколистяними породами дерев (дуб звичайний) і типовими для них рослинними угрупованнями. Типові для дібров ґрунти.          |      |
| 4  | Волинські діброви    | комплексна, ботанічна       | 132        | Савінське сільське поселення    | Постанова Уряду Новгородської області № 67     | 3 березня 2020 року    | Лісовий масив з широколистяними породами дерев (дуб звичайний) і типовими для них рослинними угрупованнями. Типові для дібров ґрунти.          |      |
| 5  | Мшазькі діброви      | комплексна, ботанічна       | 493,5      | Савінське сільське поселення    | Постанова Уряду Новгородської області № 65     | 3 березня 2020 року    | Лісовий масив з широколистяними породами дерев (дуб звичайний) і типовими для них рослинними угрупованнями. Типові для дібров ґрунти.          |      |
| 6  | Нільські діброви     | комплексна, ботанічна       | 436,5      | Пролетарське сільське поселення | Постанова Уряду Новгородської області № 66     | 3 березня 2020 року    | Лісовий масив з широколистяними породами дерев (дуб звичайний) і типовими для них рослинними угрупованнями. Типові для дібров ґрунти.          |      |
| 7  | Пролетарські діброви | комплексна, ботанічна       | 603,3      | Пролетарське сільське поселення | Постанова Уряду Новгородської області № 64     | 3 березня 2020 року    | Лісовий масив з широколистяними породами дерев (дуб звичайний) і типовими для них рослинними угрупованнями. Типові для дібров ґрунти.          |      |
| 8  | Савинські діброви    | комплексна, ботанічна       | 116        | Савінське сільське поселення    | Постанова Уряду Новгородської області № 63     | 3 березня 2020 року    | Лісовий масив з широколистяними породами дерев (дуб звичайний) і типовими для них рослинними угрупованнями. Типові для дібров ґрунти.          |      |
| 9  | Сіверсов канал       | комплексна, гідрологічна    | 15         | Савінське сільське поселення    | Рішення виконкому НО № 610                     | 28 жовтня 1974 року    | Перша гідротехнічна споруда в Росії, зведена за проєктом імператора Петра I. Навколишні ландшафти, рослинні угруповання і берегозахисна смуга. |      |
| 10 | Синій камінь         | геологічна, геоморфологічна | 200        | Пролетарське сільське поселення | Рішення Виконкому Новгородської облради № 368  | 13 листопада 1989 року | Ератичний валун на східному березі озера Ільмень. Етнографічно-культурний ландшафт.                                                            |      |

## Муніципально-територіальний устрій
У складі муніципального району 2 міських і 8 сільських поселеннь, які об'єднують 201 населений пункт, що перебуває на обліку (разом із залишеними).
| Муніципальне утворення                | Адмінцентр                  | Кількість населених пунктів | Населення (осіб, 2017 рік) | Площа (км²) | Карта                                                                                               |
| ------------------------------------- | --------------------------- | --------------------------- | -------------------------- | ----------- | --------------------------------------------------------------------------------------------------- |
| Панковське міське поселення           | робітниче селище Панковка   | 1                           | 9589▲                      | 21,83       | Панковка Пролетарій Тьосово-Нетильський Борки Бронниця Єрмоліно Лєсна Старе Ракомо Савіно Трубічино |
| Пролетарське міське поселення         | робітниче селище Пролетарій | 16                          | 5489▼                      | 319,46      | Панковка Пролетарій Тьосово-Нетильський Борки Бронниця Єрмоліно Лєсна Старе Ракомо Савіно Трубічино |
| Борковське сільське поселення         | село Борки                  | 34                          | 2822▲                      | 426,90      | Панковка Пролетарій Тьосово-Нетильський Борки Бронниця Єрмоліно Лєсна Старе Ракомо Савіно Трубічино |
| Бронницьке сільське поселення         | село Бронниця               | 19                          | 4355▲                      | 709,10      | Панковка Пролетарій Тьосово-Нетильський Борки Бронниця Єрмоліно Лєсна Старе Ракомо Савіно Трубічино |
| Єрмолінське сільське поселення        | село Єрмоліно               | 19                          | 12 794▲                    | 460,00      | Панковка Пролетарій Тьосово-Нетильський Борки Бронниця Єрмоліно Лєсна Старе Ракомо Савіно Трубічино |
| Лєсновське сільське поселення         | село Лєсна                  | 1                           | 1913▲                      | 89,50       | Панковка Пролетарій Тьосово-Нетильський Борки Бронниця Єрмоліно Лєсна Старе Ракомо Савіно Трубічино |
| Ракомське сільське поселення          | село Старе Ракомо           | 25                          | 1803▲                      | 249,50      | Панковка Пролетарій Тьосово-Нетильський Борки Бронниця Єрмоліно Лєсна Старе Ракомо Савіно Трубічино |
| Савінське сільське поселення          | село Савіно                 | 50                          | 9645▲                      | 1000,09     | Панковка Пролетарій Тьосово-Нетильський Борки Бронниця Єрмоліно Лєсна Старе Ракомо Савіно Трубічино |
| Тьосово-Нетильське сільське поселення | селище Тьосово-Нетильський  | 21                          | 4380▼                      | 984,72      | Панковка Пролетарій Тьосово-Нетильський Борки Бронниця Єрмоліно Лєсна Старе Ракомо Савіно Трубічино |
| Трубічинське сільське поселення       | село Трубічино              | 15                          | 10 440▲                    | 375,46      | Панковка Пролетарій Тьосово-Нетильський Борки Бронниця Єрмоліно Лєсна Старе Ракомо Савіно Трубічино |

Законом Новгородської області № 721-ОЗ від 30 березня 2010 року, який набрав чинності 12 квітня 2010 року, були об'єднані:
- Гостецьке і Пролетарське сільські поселення в єдине Пролетарське сільське поселення з адміністративним центром у робітничому селищі Пролетарій;
- Тьосово-Нетильське міське і Солегорське сільське поселення в єдине Тьосово-Нетильське міське поселення з адміністративним центром у селищі Тьосово-Нетильський;
- Божонське і Новоселицьке сільські поселення в єдине Новоселицьке сільське поселення з адміністративним центром у селі Новоселиці;
- Єрмолинське і Новомельницьке сільські поселення в єдине Єрмолинське сільське поселення з адміністративним центром у селі Єрмоліно.

Законом Новгородської області № 533-ОЗ від 1 квітня 2014 року були об'єднані:
- Єрмолінське, Григоровське і Сирковське сільські поселення в єдине Єрмолінське сільське поселення з адміністративним центром у селі Єрмоліно;
- Новоселицьке, Савинське і Волотовське сільські поселення в єдине Савінське сільське поселення з адміністративним центром у селі Савіно;
- Подберезовське, Трубичинське і Чечулинське сільські поселення в єдине Трубичинське сільське поселення з адміністративним центром у селі Трубичино;
- Тьосово-Нетильське і Тьосовське міські поселення в єдине Тьосово-Нетильське міське поселення з адміністративним центром у селищі Тьосово-Нетильське.

## Економіка

### Гірництво
На території району ведеться відкрита розробка корисних копалин шляхоремонтними, будівельними і будівельних матеріалів (ТОВ «Инвестстрой», «Новгородская ПМК-1», «СтройИндустрия», «Керамзит», «ОборонСтрой», «Кварц-Инвест», «Новгородская ПМК-1», «Экотеплострой») і житлово-комунальними підприємствами, ТОВ «Тесовское», «Старем», «КСМ», «ПГС», «Недра», «ТРЭК Плюс», «Новгородская Медная компания», «Новгородская Горная компания», «Регионнеруд», «ПРОМГЕОРЕСУРС», «ДК-Неруд», «Ваниль», «А-Холдинг», «Карьер», «ГранитСервис», «Ковалёво». Розробка ведеться відкритим способом на таких родовищах і в кар'єрах:
- Пісок будівельний: Шевелєво (поблизу села Змейсько), Недомислі (за 6 км на північ від селища Тьосовський), в річищі Мсти (42-53 і 58-72 км), Питьба (поблизу села Тютиці), Горенка і Село Гора (поблизу села Село-Гора), Ольховий (за 4,5 км на північний схід від села Вдіцко), Ніколаєвський (поблизу села Видогощ), Чорна Горка (поблизу селища Тьосово-Нетильський), Лисья Гора (поблизу села Желкун), Озеро Ільмень, Войци-1 і Желєзний-2 (озеро Ільмень), Желкун (поблизу села Сапунов Бор), Тиха Заводь (поблизу села Александровське), Вдіцко-4 (поблизу села Вдіцко), Луга-6 (поблизу села Вольна Горка).
- Піщано-гравійний матеріал (ПГМ, ПГС): Отлізіно і Чорна Горка (поблизу селища Тьосово-Нетильський).
- Валунно-гравійно-піщаний матеріал (ВГПМ, ВГПС): Недомислі (за 6 км на північ від селища Тьосовський), Чорний Остров (за 1,5 км на захід від селища Тьосовський).
- Глини будівельні та вогнетривкі: Панковське (легкоплавка глина, завод «Керамзит»), Наволоцьке (за 8 км на північний схід від Великого Новгорода).
- Сапропель: озеро Липове (Тьосово-Нетильський).
- Торф: Тьосово-Нетільське (за 6 км на північний захід від села Клепці, поблизу села Заболотья), Горенка-1 (поблизу села Село Гора), Чавниці-1 (на північний захід від села Чавниці)[19].

### Промисловість
Головні системоутворюючі підприємства Новгородського району:
- Подберезький хлібокомбінат — виготовлення комбікормів у селі Подбереззя.
- ТОВ «Стройдеталь» — виготовлення будівельних матеріалів;
- ТОВ «ДК Рус» — текстильне підприємство;
- ТОВ «Шлангенз» — виготовлення метизів;
- ТОВ «ИКЕА Индастри Новгород» — виготовлення пиломатеріалів, фанери, плетених меблів;
- ТОВ «Добурз» — виготовлення кранів та інших запорних виробів у робітничому селищі Панковка;
- ТОВ «Ривз» — виготовлення пластикових і резинових труб та шлангів у робітничому селищі Панковка;
- ТОВ «Новгородская ПМК-1» — будівельна компанія у робітничому селищі Панковка;
- ТОВ «Арматурз» — виготовлення трубопроводної арматури у робітничому селищі Панковка;
- ТОВ «Клишировка Юньчэн Новгород» — виготовлення друкарських форм;
- ТОВ «Торговый дом НОВО-ПЛАСТ» — виготовлення пластмасових виробів у робітничому селищі Панковка;
- ТОВ «Новостек» — виготовлення склопакетів у робітничому селищі Пролетарій;
- ТОВ «Келаст» — забезпечення діяльності електростанцій;
- ТОВ «Пауэрз» — забезпечення діяльності електростанцій;
- ТОВ «НТ ВЭЛВ» — виготовлення кранів і клапанів у селі Бронниця.